# Sindromul copilului scuturat
Sindromul bebelușului scuturat (SBS)  este o formă de abuz fizic asupra copilului care are loc atunci când un agresor violent agită un bebeluș sau copil prin crearea unui tip de mișcare bruscă provocându-i acestuia leziuni prin accelerare-decelerare. De obicei nu există nici o dovadă vizibilă externă a traumei. 
Conceptul de SBS a fost inițial descris la începutul anilor 1970, bazat pe o teorie și o mare varietate de condiții de către Dr. John Caffey - radiolog, precum și Dr. Guthkelch Norman - neurochirurg.
SBS poate fi fatal și poate cauza leziuni cerebrale severe, ducând la handicap pentru tot restul vieții copilului. Morbiditatea estimată printre copiii cu SBS variază de la 15% la 38%; mediana fiind de 20% - 25%. Până la jumătate din decesele legate de abuzul asupra copilului sunt raportate ca fiind datorate sindromului bebelușului scuturat. Consecințele nefatale ale SBS includ grade diferite de afectare vizuală (inclusiv orbire), afectare motorie (de exemplu, paralizie cerebrală) și tulburări cognitive. 

## Semne și simptome

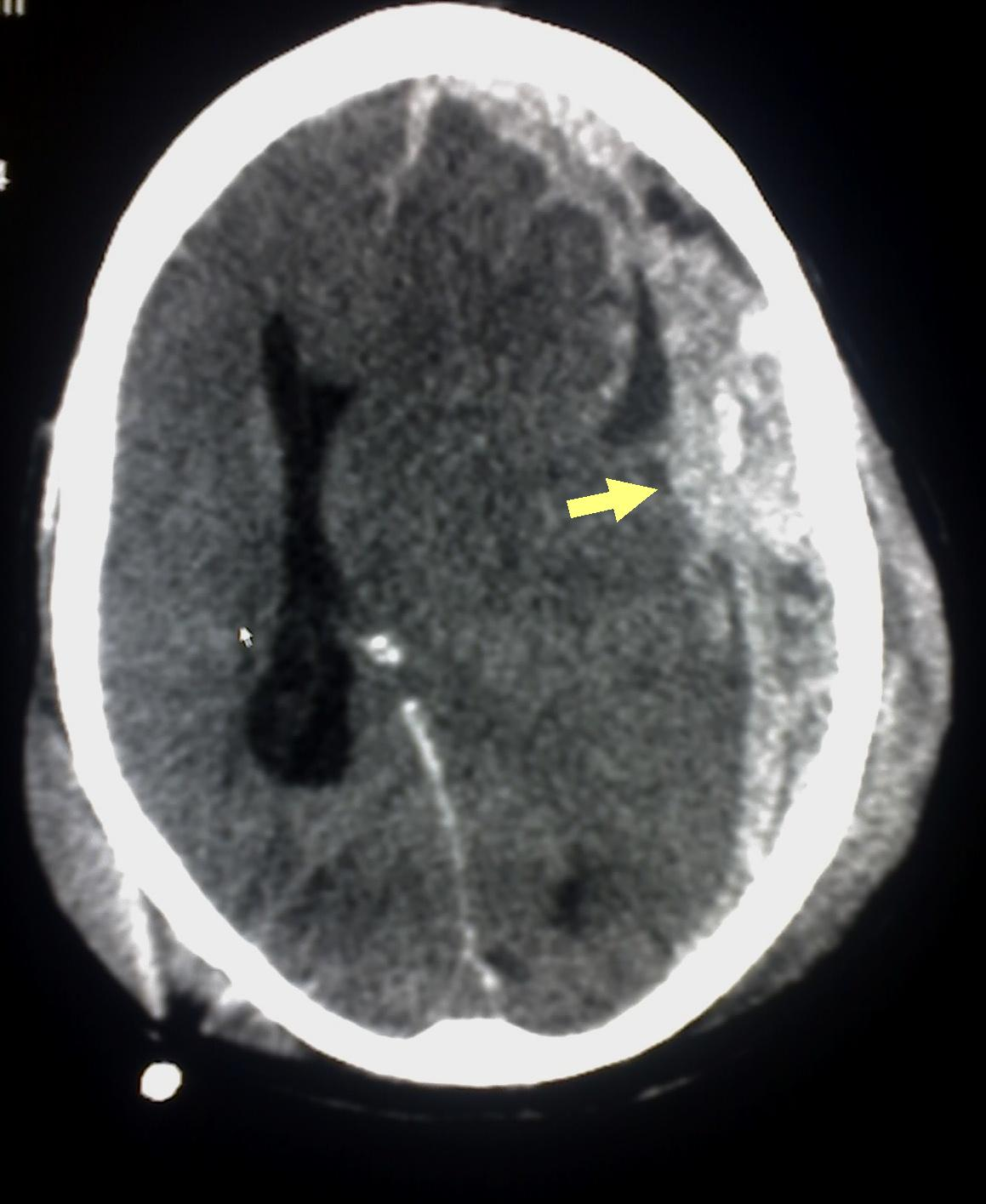
hematom subdural (săgeată), sângerare între suprafața cerebrală și dura mater, apare frecvent la SBS.

SBS este însoțit de o varietate de simptome, care variază de la simptome ușoare până la simptome severe . Nu există nici un simptom unic care să definească SBS. Leziuni asociate cu SBS includ: hemoragia retiniană, fracturi multiple ale oaselor lungi și hematomul subdural. Aceste semne sunt în prezent acceptate ca markeri de abuz de tip SBS asupra copiilor. Medicii suspectează puternic scuturatul drept cauză de leziuni atunci când un copil mic copil se prezintă cu hemoragie retiniană, fracturi, leziuni ale țesuturilor moi sau hematom subdural, care nu pot fi explicate prin traume accidentale sau de alte boli. Aproximativ trei sferturi dintre cazuri implică hemoragii retiniene. Alte manifestări ale SBS sunt leziunile axonale difuze, Hipoxia și endemul cerebral, , care poate crește presiunea intracraniană și daune ale delicatului țesut cerebral. Un studiu recent a constatat că prevalența de hemoragii retiniene în traumatismul cranian abuziv a fost de 78%, și de doar 5,3% la copii ce prezentau traumatism cranian ne-abusiv.
Victimele SBS se pot prezenta cu iritabilitate, lipsă de concentrare, lipsa poftei de mâncare, letargie, vărsături, izolare, fontanelă bombată sau ușor tensionată, o creștere a mărimii capului, modificări de respirație și dilatare  pupilară.
Fracturi ale vertebrelor, oaselor lungi, coastelor pot fi, de asemenea, asociate cu SBS. Dr. John Caffey descrie în același context avulsia unor mici fragmente osoase atât proximal cât și distal în jurul unor articulații, în special a articulației genunchiului".

## Mecanism
SBS rezultă ca urmare accelerării și rotirii bruște a capului. Mișcarea de rotație este deosebit de dăunătoare și ar putea să ducă la apariția SBS.. Tipul de răni cauzate de scuturare nu sunt de obicei cauzate de căderi și impactul din jocul normal, care sunt în mare parte forțe liniare. energia necesară pentru a provoca SBS este foarte violentă și ar fi în mod clar recunoscută de către un observator extern ca fiind periculoasă și potențial mortală.

## Prevenirea
Prevenirea este similară cu prevenirea abuzului copilului în general: Părinții începători, bonele și îngrijitorii neexperimentați pot fi avertizați cu privire la pericolele legate de scuturarea sugarilor. Un copil care plânge și este agitat reprezintă în general o cauză comună declanșatoare de frustrare și care poate genera violența celor care îi au pe copii în grijă. Unii experți oferă strategii părinților să facă față propriilor lor frustrări.

## Diagnosticarea
SBS poate fi greșit diagnosticat sau nediagnosticat, ori cei responsabili cu creșterea copilului pot minți, conștienți fiind de cauza leziunilor. De obicei, nu există semne exterioare vizibile. și nu există stabilit nici un set de simptome care să indice aceasta. Examinarea de către un oftalmolog cu experiență este adesea critică în diagnosticarea SBS, formele particulare de hemoragii oculare fiind destul de caracteristice. Nici o stare patologică alternativă nu imită exact toate simptomele de SBS, dar SBS nu poate fi exclus la copii care se prezintă cu hidrocefalie, sindromul morții subite a sugarului (SMSS) sau „moartea în pat”, tulburări de izolare sau boli infecțioase ca meningită și tulburări metabolice. Computerul tomograf (CT) și imagistica prin rezonanța magnetică nucleară (RMN) sunt folosite pentru a diagnostica leziunile cerebrale. Afecțiunile care pot însoți SBS includ: fracturi traumatice la nivelul coloanei vertebrale cervicale, hemoragie retiniană, hemoragie cerebrală sau atrofie cerebrală, hidrocefalie și edem papilar.

## Tratament
Tratamentul implică monitorizarea presiunii intracraniene și evacuarea lichidului cefalorahidian, dacă presiunea este ridicată iar dacă un hematom intracranian este prezent, drenarea acestuia.

## Pronostic
Pronosticul depinde de severitate și poate varia de la recuperarea totală la invaliditate severă sau la moarte în cazul în care trauma este severă.
Statisticile arată că o treime din acești pacienți mor, o treime supraviețuiesc cu traume neurologice majore și doar o treime supraviețuiesc în stare de sănătate bună. Cele mai frecvente afecțiuni neurologice sunt dizabilități de învățare, convulsii, dizabilități în vorbire, hidrocefalie, paralizie cerebrala și tulburări vizuale.

## Incidență
Copiii mici sunt la mare risc, în special pentru abuzul care provoacă SBS, având în vedere diferența mare în dimensiune între copilul mic și un adult.  SBS apare de obicei la copii sub vârsta de doi ani, dar pot apărea și la cei de până la vârsta de cinci ani.  În 2001, 903.000 copii au suferit de SBS și mai mult de 1300 au murit din această cauză.

## Factori de risc
Îngrijitorii care au potențialul de a deveni abuzivi, de multe ori au așteptări nerealiste de la copil și pot prezenta fenomentul de "inversare a rolurilor", doresc copilul doar pentru ca aceasta să îi îndeplinească anumite nevoi psihice. Abuzul de substanțe și stresul emoțional, care rezultă de exemplu din probleme financiare, sunt alți factori de risc pentru agresiune și pentru impulsivitatea îngrijitorilor.  Atât bărbații și femeile pot provoca SBS, dar abuzatorii sunt mai des de sex masculin. Deși a fost speculat anterior că SBS a fost un eveniment izolat, o istorie anterioară de abuz asupra copilului este o constatare comună în cazurile de SBS. Într-un procent estimat de 33-40% din cazuri, dovezile de răni la cap anterioare, cum ar fi sângerări intracraniene mai vechi sunt încă prezente. 

## Istoric
În 1946, conceptul de SBS și termenul de "sindromul copilului scuturat brusc" a fost introdus de Dr. John Caffey. Termenul descrie un set de vagi simptome găsite fără o urmă externă de traumatism, inclusiv hemoragii retiniene și hemoragii intracraniene.  În 1971, Guthkelch propune SBS ca o cauza a hemoragiei subdurale la sugari.  Dezvoltarea tomografiei computerizate și a rezonanței magnetice au îmubătățit mult posibilitățile de diagnosticare a sindromului.

## Probleme juridice
În iulie 2005, Curtea de Apel a Regatului Unit a înregistrat patru procese pe bază de SBS: la un caz s-a renunțat, o sentință a fost redusă iar pentru două, s-au pronunțat condamnări. Instanța a constatat că triada clasică de hemoragii retiniene, hematom subdural, encefalopatie acută nu reprezintă un diagnostic sigur de SBS și că istoria clinică este, de asemenea, importantă în stabilirea sentinței. Curtea a confirmat conceptul clinic de SBS, dar a respins un caz și a schimbat o sentință de la crimă, la omor prin imprudență.
Termenii "traumatism ne-accidental" cu prescurtarea englezească "NAI" (de la "non-accidental injury") și "traumatism cranian abuziv" au fost sugerate în loc de "SBS".

## Controverse și ipoteze alternative

### Deficit de vitamina C
Unii autori au sugerat că anumite cazuri suspecte de sindromul copilului scuturat pot rezulta din deficit de vitamina C.  O consemnare a acestei ipoteze în revista Pediatrics International "Din informațiile disponibile în literatura de specialitate, nu au existat dovezi convingătoare pentru a concluziona că deficitul de vitamina C poate fi considerat a fi o cauză care să mimeze sindromul bebelușului scuturat." 

### Problemele sarcinei
Patologia gestațională care afectează atât mama cât și fătul, procesul de naștere, prematuritatea și deficiențele nutriționale imită, de asemenea, SBS..

### Forța
Au existat controverse în ceea ce privește forța necesară pentru a produce leziuni cerebrale observate în sindromul bebelușului scuturat. Un experiment biomecanic, în 2005, a demonstrat că "scuturarea forțată poate răni grav sau ucide un copil, acest lucru datorându-se în primul rând leziunilor de coloană cervicală și nu hematoamelor subdurale. Pentru un cap de copil supus unor niveluri crescute de accelerație gravitațională (G), forțele de pe gâtul copilului depășesc cu mult limitele de rezistență structurală ale coloanei cervicale.  O explicație detaliată a calculelor au fost furnizate în articolul "Scrisoare către editori", publicat în februarie 2006 în Jurnalul Internațional de Criminologie.
BBC a realizat un documentar în 3 părți care se referă la argumente pentru și împotriva diagnosticul de SBS.

## Alte referințe
- Baby Shaker - O aplicație, scoasă din uz de Apple, care permitea utilizatorului să agite telefonul până când o imagine animată a unui copil de pe ecran murea.